# Ressia
Ressia là một chi bướm đêm thuộc họ Cosmopterigidae.